# Остапківська сільська рада
| Остапківська сільська рада — орган місцевого самоврядування у Коломийському районі Івано-Франківської області з адміністративним центром у с. Остапківці. Утворена 9 липня 1991 року. Івано-Франківська обласна рада рішенням від 10 червня 2011 року у Коломийському районі перейменувала Остапківцівську сільську раду на Остапківську. Івано-Франківська обласна рада рішенням від 24 грудня 1996 року підпорядкувала Остапківцівській сільській раді село Чехова Гвіздецької селищної ради. Водоймища на території, підпорядкованій даній раді: річка Чорнява. Сільській раді підпорядковані населені пункти: - с. Остапківці - с. Чехова |

## Склад ради
Рада складається з 16 депутатів та голови.